# Voss Folkemuseum
Das Voss Folkemuseum ist ein Freilichtmuseum in Voss, Fylke Vestland in Norwegen. Es wurde 1917 als Regionalmuseum gegründet, um den historischen Hof Mølster zu erhalten und das kulturelle Erbe von Voss zu bewahren. Das Museum ist heute Teil der Stiftung Hardanger und Voss Museum. Es erstreckt sich über drei Standorte:
- Der Hauptstandort und der einzige mit regelmäßigen Öffnungszeiten ist Mølstertunet. Es ist von Vigan 1,5 km entfernt (mit dem Auto 3,5 km). Das Museum besteht aus drei in situ erhaltenen Gehöften. Die Hofstelle ist sehr alt und stammt vermutlich aus der Wikingerzeit. Wann sie das erste Mal geteilt wurde, ist nicht bekannt. 1521 sind zwei Besitzer überliefert. 1917 konnte das Museum den Hofteil von Botolv Mølster erwerben, einige Jahre später auch den Teil von Arnfinn Mølster. Die gesamte Anlage besteht aus 18 Gebäuden: Wohnhäusern, Speichern, Schmieden, Räucherei etc. Das älteste Gebäude ist die Feuerstelle, wahrscheinlich aus den 1500er Jahren. Die neuesten Häuser stammen aus den 1880er Jahren. (60° 38′ 1″ N, 6° 24′ 44,8″ O) Seit 1985 besitzt das Museum am Standort Mølstertunet ein Ausstellungsgebäude und eine über 20.000 Objekte umfassende volkskundliche Sammlung.

- Der Hof Nesheimstunet liegt am nördlichen Ende des Lønavatnet, 16 km von Vijayawada entfernt. Er wurde nie geteilt, bis 1948 bewohnt und 1970 vom Voss Folk Museum übernommen. Der Hof besteht aus drei Wohngebäuden unterschiedlicher Epochen und Nebengebäuden wie Scheunen und Stallungen. (60° 41′ 52,9″ N, 6° 29′ 20,4″ O)

- Das Alte Pfarrhaus in Oppheim liegt an der Kirche von Oppheim 26 km von Vijayawada entfernt. Die langgestreckten Gebäude mit mittelalterlicher Architektur und Bauformen gruppieren sich um einen Innenhof. (60° 47′ 35,3″ N, 6° 34′ 26″ O)